# Lovely Difficult
Albums de Mayra Andrade
Studio 105
(2010)
Lovely Difficult est le quatrième album de la chanteuse capverdienne Mayra Andrade, enregistré en 2013,. L'album a été nommé dans la catégorie « L'album de musiques du monde de l'année » aux Victoires de la musique 2014.

## Liste des titres
| No  | Titre                   | Auteur                       | Durée |
| --- | ----------------------- | ---------------------------- | ----- |
| 1.  | Ténpu Ki bai            | Mayra Andrade                | 3:48  |
| 2.  | We used to call it love | Mayra Andrade, Pascal Danae  | 3:56  |
| 3.  | Build it up             | Krystle Warren               | 3:46  |
| 4.  | Ilha de Santiago        | Mário Lúcio (pt)             | 3:44  |
| 5.  | Le jour se lève         | Yann Walcker, Yael Naïm      | 3:38  |
| 6.  | A-mi n kre-u txeu       | Mayra Andrade                | 4:24  |
| 7.  | Rosa                    | Mayra Andrade, Munir Hossn   | 3:14  |
| 8.  | 96 days                 | Hugh Coltman                 | 3:08  |
| 9.  | Les mots d'amour        | Tété                         | 3:47  |
| 10. | Trés mininu             | Mayra Andrade, Piers Faccini | 3:58  |
| 11. | Téra Lonji              | Mayra Andrade, Pascal Danae  | 4:24  |
| 12. | Simplement              | Benjamin Biolay              | 3:48  |
| 13. | Meu farol               | Mayra Andrade, Munir Hossn   | 3:31  |